# Apollo LM

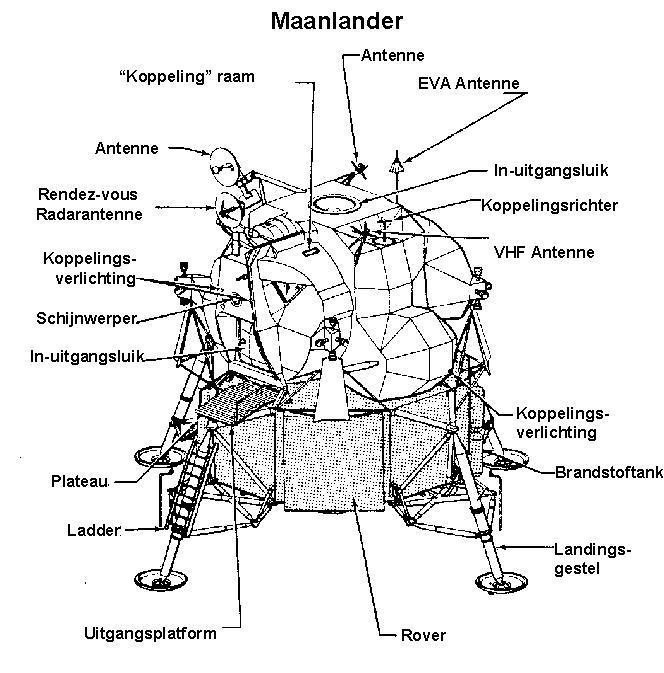

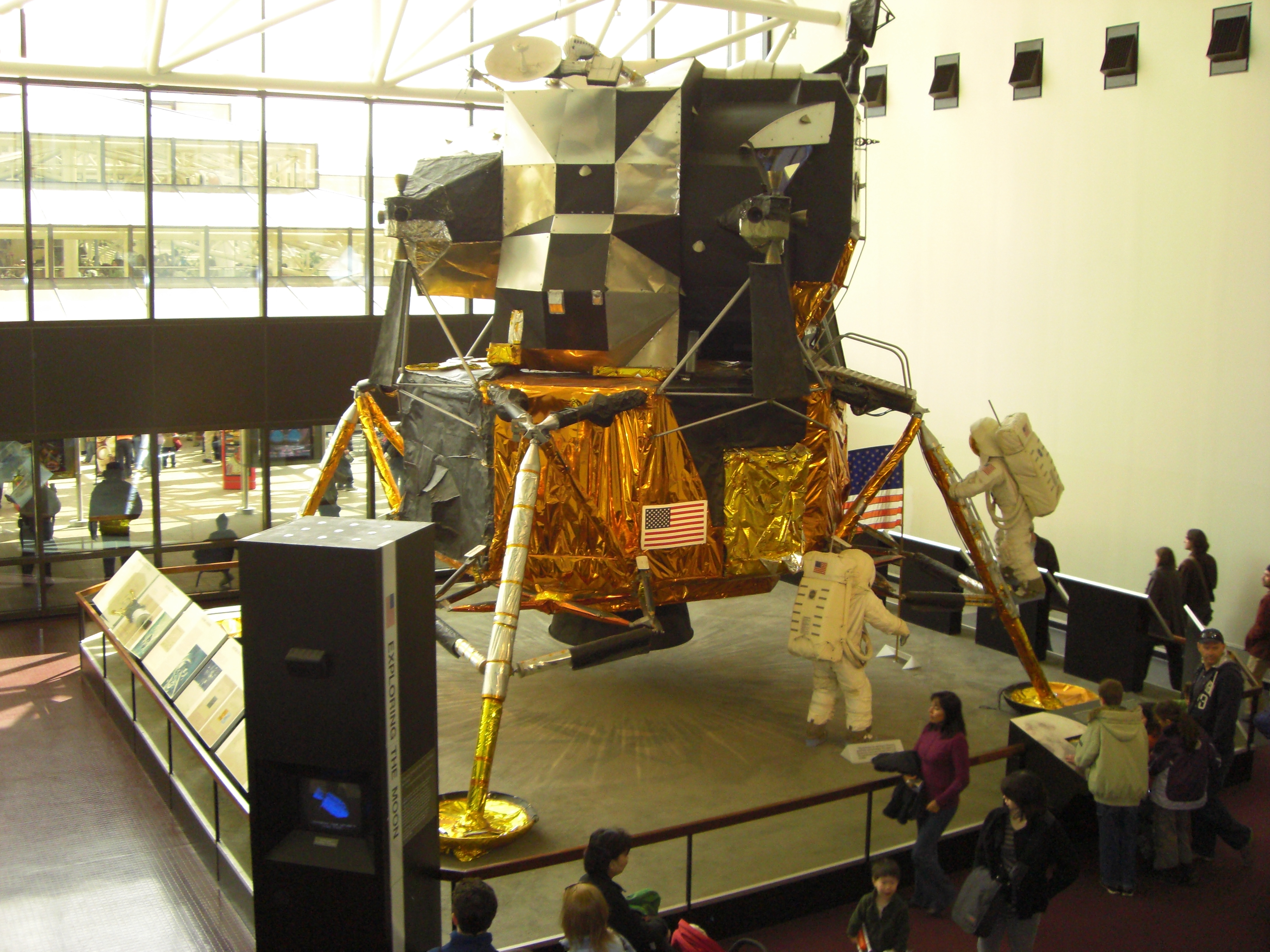
Een Apollo-maanlander in het Smithsonian National Air and Space museum te Washington D.C.

De Lunar module of LM, ook bekend onder de aanvankelijke naam Lunar Excursion Module of LEM, was de maanlander of maansloep van het Apolloprogramma. De LM was het onderdeel dat gemaakt was om de eigenlijke maanlanding uit te voeren. Hij werd gebouwd door Grumman Aerospace.

## Kenmerken
Tijdens de lancering van de Saturnus V-raket zat de maanlander, met ingetrokken landingsgestel, opgeborgen onder de commando-/servicemodule (CSM), in de tussentrap, het deel waar de raket sterk verbreedt. Wanneer de raket eenmaal onderweg naar de maan was, maakte de CSM zich los van de derde trap en opende de tussentrap van de Saturnus V zich. Daardoor kwam de maanlander vrij. Met een manoeuvre koppelde de CSM zich met zijn voorzijde aan de LM waarna de CSM de maanlander van de derde rakettrap lostrok. Via een verbindingssluis met twee deuren konden de astronauten overstappen.
De maanlander bracht twee astronauten naar het maanoppervlak en terug naar de CSM, die met de derde astronaut rond de maan bleef cirkelen. De maanlander bestond uit twee delen: het onderste deel was de daaltrap, het bovenste de stijgtrap. De daaltrap deed bij het verlaten van de maan dienst als lanceerplatform voor de stijgtrap, en bleef derhalve achter op de maan. Het geheel was zeven meter hoog. De schotels die onder aan de poten zaten, hadden een doorsnede van 90 centimeter. De massa bedroeg 14.500 kg.
De beide astronauten stonden in de cabine, waardoor een klein raam voldeed om toch voldoende uitzicht te hebben (indien de astronauten zouden zitten, zou een groot bol venster nodig zijn, zoals in een helikopter). Ze rustten en sliepen vanaf Apollo 12 in een hangmat.
Het moederschip, de CSM, bleef in een baan om de maan. Voordeel daarvan was dat het niet nodig was brandstof en proviand voor de terugreis mee te nemen naar het maanoppervlak. Dit betekende een grote brandstofbesparing.
De Rover op de tekening is de maanwagen. Deze werd vanaf Apollo 15 meegenomen.

## Apollo 13
Tijdens de vlucht van Apollo 13 fungeerde de maanlander Aquarius als reddingsboot voor de bemanningsleden Lovell, Haise en Swigert.
Door een aantal fouten bij het testen van een zuurstoftank bij fabrikant North American Rockwell vond tijdens de heenreis naar de maan een ontploffing plaats in deze zuurstoftank van de commando-/servicemodule. De astronauten overleefden de vier dagen durende reis terug naar aarde door gebruik te maken van de zuurstof, elektriciteit en de raketmotor van de maanlander.

## Namen
Elke commandomodule en elke maanlander kreeg een naam die tijdens de vlucht gebruikt werd in de communicatie:
| Missie    | CSM            | Maanlander |
| --------- | -------------- | ---------- |
| Apollo 9  | Gumdrop        | Spider     |
| Apollo 10 | Charlie Brown  | Snoopy     |
| Apollo 11 | Columbia       | Eagle      |
| Apollo 12 | Yankee Clipper | Intrepid   |
| Apollo 13 | Odyssey        | Aquarius   |
| Apollo 14 | Kitty Hawk     | Antares    |
| Apollo 15 | Endeavour      | Falcon     |
| Apollo 16 | Casper         | Orion      |
| Apollo 17 | America        | Challenger |